# Малчиште
Малчиште (мкд. Малчиште) је насеље у Северној Македонији, у северном делу државе. Малчиште припада општини Студеничани, која окупља јужна предграђа Града Скопља.

## Географија
Елово је смештено у северном делу Северне Македоније. Од најближег већег града, Скопља, насеље је удаљено 30 km јужно.
Насеље Малчиште је у оквиру историјске области Торбешија, која се обухвата јужни обод Скопског поља. Насеље је смештено на северним падинама планине Караџице. Ниже села протиче Маркова река. Надморска висина насеља је приближно 490 метара.
Месна клима је континентална.

## Становништво
Малчиште је према последњем попису из 2002. године имало 60 становника.
Претежно становништво у насељу су Турци (85%), а остало су Албанци (15%).
Већинска вероисповест је ислам.